# Agere per formulas

L'agere per formulas est une locution latine du droit romain, désignant une forme nouvelle de procédure judiciaire utilisée par les préteurs lorsque la procédure, plus archaïque, du lege agere (it), se révélait insatisfaisante. Elle fut inventée dans le cadre du ius honorarium, désignant le droit créé par les préteurs par distinction avec le ius civile traditionnel. La lex aebutia, du IIe siècle av. J.-C., permit d'étendre cette procédure aux procès de ius civile classiques.

## L'assouplissement de l'action
Il s'agissait en fait de substituer à la formule hautement ritualisée du lege agere, caractérisée par son immuabilité (le certo verba) une formule adaptée à la circonstance et à l'espèce du cas présenté, dite verba concepta. Cette formule pouvait ensuite être reprise, à l'occasion d'autres actions judiciaires, par d'autres préteurs: on parlait alors d'agere per formulas, par opposition au lege agere traditionnel. 
Cette procédure inédite permit ainsi d'assouplir de façon importante les règles strictes du droit romain (ius). La moindre erreur ou distorsion avec les règles ritualisées du lege agere, soit dans la prononciation des formules rituelles, soit dans l'accomplissement des gestes prévus, induisait en effet l'annulation de l'action.

## La composition de la formule
La formule appropriée au cas était trouvée lors de la phase in iure du procès, durant laquelle le magistrat mettait sous forme juridique les faits exposés par les parties en litige (litiscontestatio). Pour être valide, la formule devait être acceptée par les deux parties. C'est sur son fondement qu'un juge privé tranchait l'affaire, lors de la phase in iudicio. Contrairement au lege agere, la formule était ici rédigée à l'écrit, et non simplement orale: c'est ce document, appelé formula (ou iudicium), qui donna son nom à cette procédure.
Selon les Institutes de Gaïus (4, 39-43), la formula se décomposait en quatre phases: demonstratio, intentio, adiudicatio et condemnatio, qu'on peut traduire respectivement par démonstration, intention, adjudication et condamnation. 
La demonstratio posait les termes de base du litige, par exemple untel a vendu à untel un esclave. L'intentio expliquait les prétentions de l'« acteur », ou demandeur (par ex. untel réclame tant d'argent). L'adiudicatio présentait, le cas échéant, la res (chose) en dispute, et qui serait accordée au demandeur si sa prétention était jugée légitime. La condemnatio indiquait la nature de la peine prévue au cas où le défendeur serait jugé coupable. Puisque celui-ci avait nécessairement donné son accord à la formula avant que celle-ci ne soit transmise au juge privé, chargé de trancher l'affaire, il accepte ainsi, par avance, la peine qui lui serait infligée s'il était jugé coupable.

## La généralisation de la procédure par formule
La procédure de l'agere per formulas, initialement restreinte au ius honorarium, fut étendue au ius civile par la lex aebutia, du IIe siècle av. J.-C. Selon Gaius, sous Auguste, la Lex Iulia iudiciorum privatorum (17 ap. J.-C.) substitua complètement cette procédure à l'archaïque lege agere (Institutes, 4, 30-31). Le lege agere sera formellement abrogé sous l'empereur Constance, en 342.

## Source originale
- (it) Cet article est partiellement ou en totalité issu de l’article de Wikipédia en italien intitulé « Agere per formulas » (voir la liste des auteurs).